# Anne Roemeth

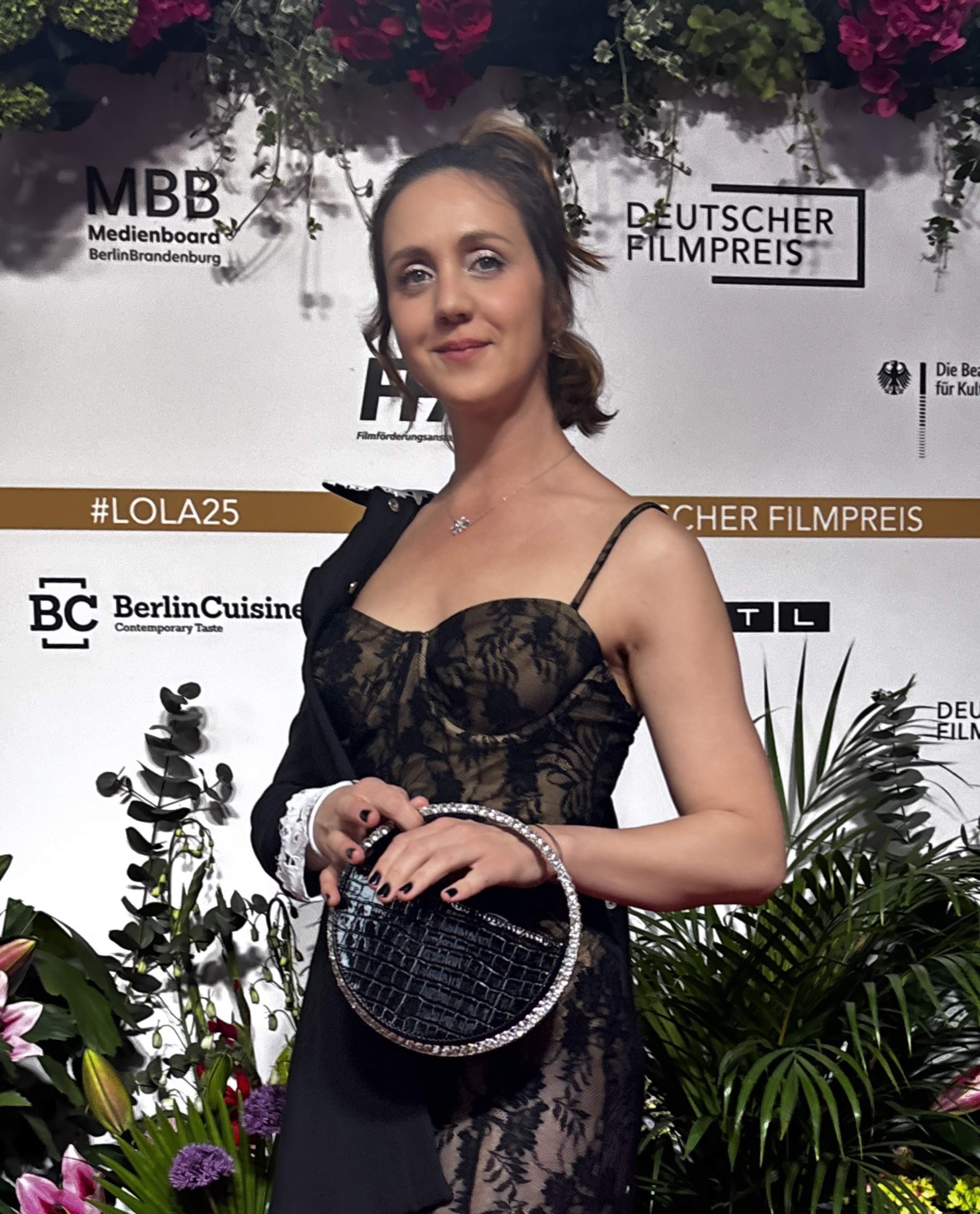
Anne Roemeth beim Deutschen Filmpreis 2025

Anne Roemeth (* 1984 in Wuppertal) ist eine deutsche  Theater- und Filmschauspielerin.

## Biografie
Roemeth wuchs in Nordrhein-Westfalen, Baden-Württemberg und Bayern als Tochter eines Ärzteehepaars auf. Bereits in ihrer Kindheit übernahm sie Theaterrollen. Bis 2006 erhielt sie eine professionelle Tanzausbildung, unter anderem an der Palucca Schule Dresden und als Elevin am Staatstheater Augsburg (Ballettdirektor Jochen Heckmann), ehe sie von 2011 bis 2014 an der Münchener Filmakademie ihr Schauspielstudium absolvierte. Seither war sie freischaffend u. a. am Staatstheater Augsburg, der Bayerischen Staatsoper, der Deutschen Oper Berlin, den Theatern Regensburg und Ingolstadt, der Comödie Dresden und dem Theater Vorpommern tätig.
Seit 2014 lebt Roemeth in Berlin und ist als Schauspielerin in Theater, Film, Werbung und Fernsehen tätig.
In Cabaret (Regie John Dew) am Staatstheater Augsburg spielte sie als “flotte[r] Nebenrollen-Lichtblick” Fräulein Kost.
Auch der Frankfurter Allgemeinen Zeitung fiel sie als “quick[e] und gewitzt[e]” Gouvernante in Tod in Venedig an der Deutschen Oper (Regie Graham Vick) auf. 2020/21 war die Schauspielerin in der ZDF-Produktion Kommissarin Heller (Regie Christiane Balthasar) an der Seite von Lisa Wagner und Hans-Jochen Wagner zu sehen. 2021 gelang der Schauspielerin als SS-Kommandantin Hermine im dänischen Blockbuster Hvidsten Gruppen II. der dänischen Regisseurin Anne-Grethe Bjarup Riis der internationale Durchbruch und auch in Deutschland übernahm sie erstmals eine Episodenhauptrolle im ARD Krimi-Format Nord bei Nordwest. Die Gründung der eigenen Produktionsfirma  Bornnaked productions hatte Erfolge: Erster Kurzfilm Zum Glück im Waschsalon war auf dem Filmfest München nominiert und erfuhr ebenso brancheninterne Beachtung wie ihr zweiter Film Kiss Kiss Bang Bang, der 2021 für den Blaue Blume Award nominiert wurde. Seit Sommer 2023 ist die Schauspielerin festes Ensemblemitglied der neuen ZDF-Herzkinoreihe Neuer Wind im Alten Land an der Seite von Felicitas Woll.

## Filmografie (Auswahl)
- 2014: Fühlgefühl, Regie Faraz Shariat
- 2018: Mute
- 2020: Frau Jordan stellt gleich (Staffel 2)
- 2020: Abgenabelt, Regie Florian Schwarz
- 2021: Kommissarin Heller: Panik
- 2021: Die Grenze, Regie Ronald Unterberger
- 2021: Hvidsten Gruppen II, Regie Anne-Grethe Bjarup Riis
- 2022: Nord bei Nordwest – Wilde Hunde
- 2023: Das Haus der Träume, Fernsehserie, Regie Umut Dag
- 2022: Das Netz – Ein Wintermärchen, Regie Rick Ostermann
- 2023: Notruf Hafenkante (Fernsehserie, 1 Folge)
- 2023: Neue Geschichten vom Pumuckl, Fernsehserie
- 2024: Ein starkes Team: Tod einer Pflegerin
- seit 2024: Neuer Wind im Alten Land (Fernsehreihe)
  - 2024: Beke wirbelt auf
  - 2024: Gestrandet
  - 2025: Erntezeit
  - 2025: Stolz und Vorurteil
- 2025: SOKO Potsdam: Kassensturz (Fernsehserie, eine Folge)

## Theater (Auswahl)
Staatstheater Augsburg
- Cabaret
- Blues Brothers
- Anatevka
- Die Fledermaus
- Cinderella

Theater Vorpommern
- Cougar
- Festgepoppt

Comödie Dresden
- Eis Eis Baby

Deutsche Oper Berlin
- Death in Venice

Bayerische Staatsoper
- Il Trovatore
- Die Walküre
- Frau ohne Schatten

Theater Ingolstadt
- The Rocky Horror Picture Show
- Evita
- Jesus Christ Superstar
- Love – ein Beatles Musical

## Auszeichnungen
- Berlin Indie Film Festival 2021, Best Actress Feature Film "Die Grenze"
- Blaue Blume Award - Nominierung Kiss Kiss Bang Bang
- Self Made Shorty Wettbewerb – Nominierung Zum Glück im Waschsalon
- First Steps Award[10] – Nominierung Benzin